# Bärnbach
Bärnbach osztrák város Stájerország Voitsbergi járásában. 2017 januárjában 5678 lakosa volt. 

## Elhelyezkedése

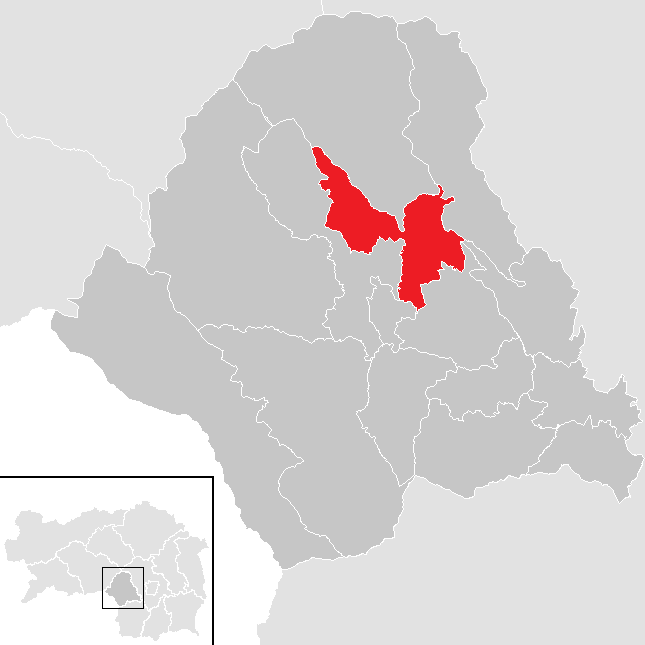
Bärnbach a Voitsbergi járásban

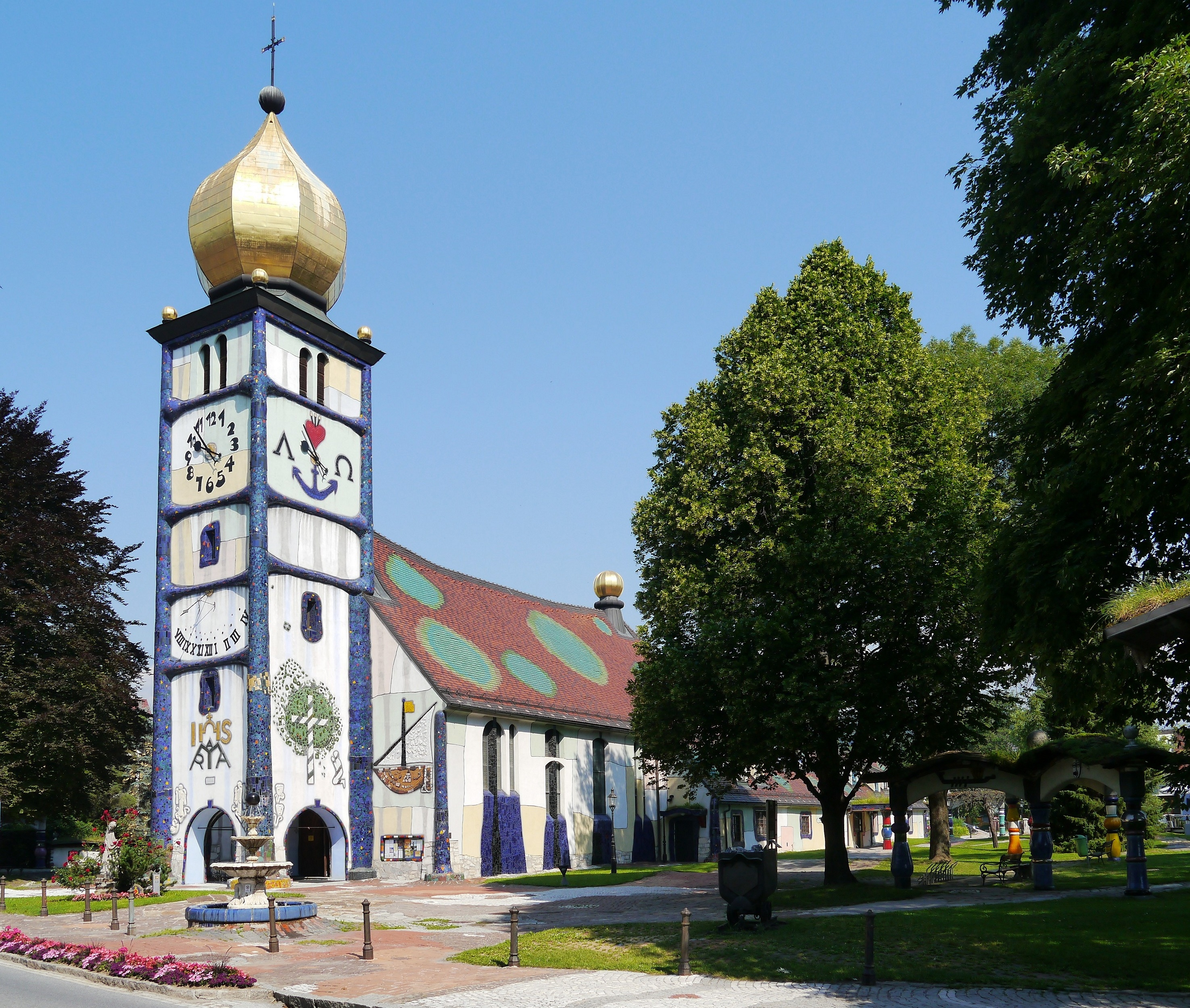
A Hundertwasser-templom

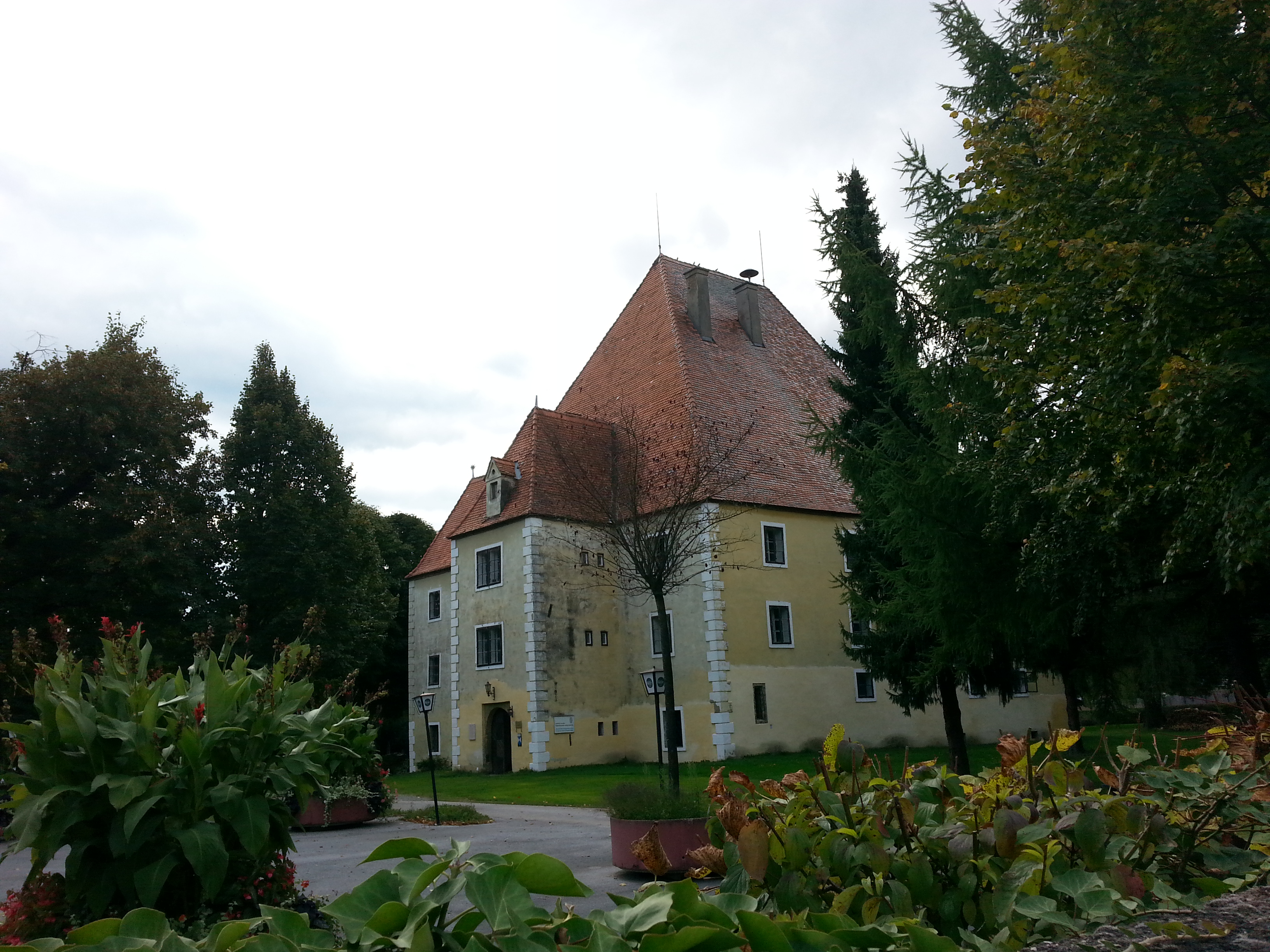
Alt-Kainach kastélya

Bärnbach a tartomány középső részén fekszik a Nyugat-Stájerország régióban, Graztól nyugatra, a Kainach (a Mura mellékfolyója) mentén. Az önkormányzathoz 3 katasztrális községben (Bärnbach, Hochtregist, Piberegg.) 4 település tartozik: Bärnbach (4231 lakos), Hochtregist (1111), Piberegg (176) és Piberegg Rollsiedlung (179).
A környező önkormányzatok: északra Kainach bei Voitsberg, keletre Geistthal-Södingberg, délkeletre Stallhofen és Voitsberg, délre Rosental an der Kainach, nyugatra Köflach.

## Története
A régészek az 539 m magas Heiligen Bergen ("Szent hegy", a rajta álló barokk zarándoktemplom után) őskori településeket tártak fel. A települést sánc védte és a domb oldalban számos terasz megmaradt. Az urnamezős kultúrához köthető lakosok házai fából készültek és részben bemélyítették őket a sziklás talajba. A cserépedények nagy száma miatt a települést tréfásan "fazekasfalunak" nevezték el. A hegyen neolitikus, La Tène-kori (kora kelta) és római kori leletekre is bukkantak.
I. sz. 600 körül szlávok (akikre már csak néhány helynév emlékeztet), a 10. században pedig bajorok telepedtek meg a régióban. Bärnbachot először 1265-ben említik "Pernpach" formában. A településen áthaladt a Kainach mentén futó, Felső-Stájerországba vezető út, amelyen északra búzát és bort, délre vasat és sót szállítottak. A kereskedőút ellenőrzésére épült a 13. században Alt-Kainach vára, amelyet a 16-17. században reneszánsz kastéllyá alakítottak át. A várat a 14. században a Holleneggerek kainachi ága szerezte meg, majd 1593-as kihalásuk után a Türndl-család, a 18. században a Moskonok, majd a Haffnerek kezébe került. A 19. században előbb a kainachvölgyi szénbányászati társaság, majd a Graz-Köflachi vasút vásárolta meg. 1996 óta a Stájerországi Várszövetségé. A település közvetlen környékén állt Klein-Kainach és Krottenhof vára is, de ezek a 18. századra romba dőltek.
Bärnbachban 1820-ban 1029-en laktak, ami 1900-re 2343 főre nőtt. A növekedés fő oka a barnaszénbánya megnyitása, illetve az 1805-ben alapított üveggyár volt.
A település 1953-ban mezővárosi, 1977-ben városi rangot kapott. A 2015-ös stájerországi közigazgatási reform során az addig önálló Piberegg községet a városhoz kapcsolták.

## Lakosság
A bärnbachi önkormányzat területén 2017 januárjában 5678 fő élt. A lakosságszám 1971-ben (akkor 6274 fő) meredek csökkenésnek indult, amelyet 2000-re sikerült megállítani és a népesség 5600 körül stabilizálódott. 2015-ben a helybeliek 95,6%-a volt osztrák állampolgár; a külföldiek közül 1% a régi (2004 előtti), 2,2% az új EU-tagállamokból érkezett. 0,6% a volt Jugoszlávia (Szlovénia és Horvátország nélkül) vagy Törökország, 0,5% egyéb országok polgára. 2001-ben a lakosok 81,1%-a római katolikusnak, 2,3% evangélikusnak, 1% mohamedánnak, 14,6% felekezet nélkülinek vallotta magát. Ugyanekkor 7 magyar élt Bärnbachban.

## Látnivalók

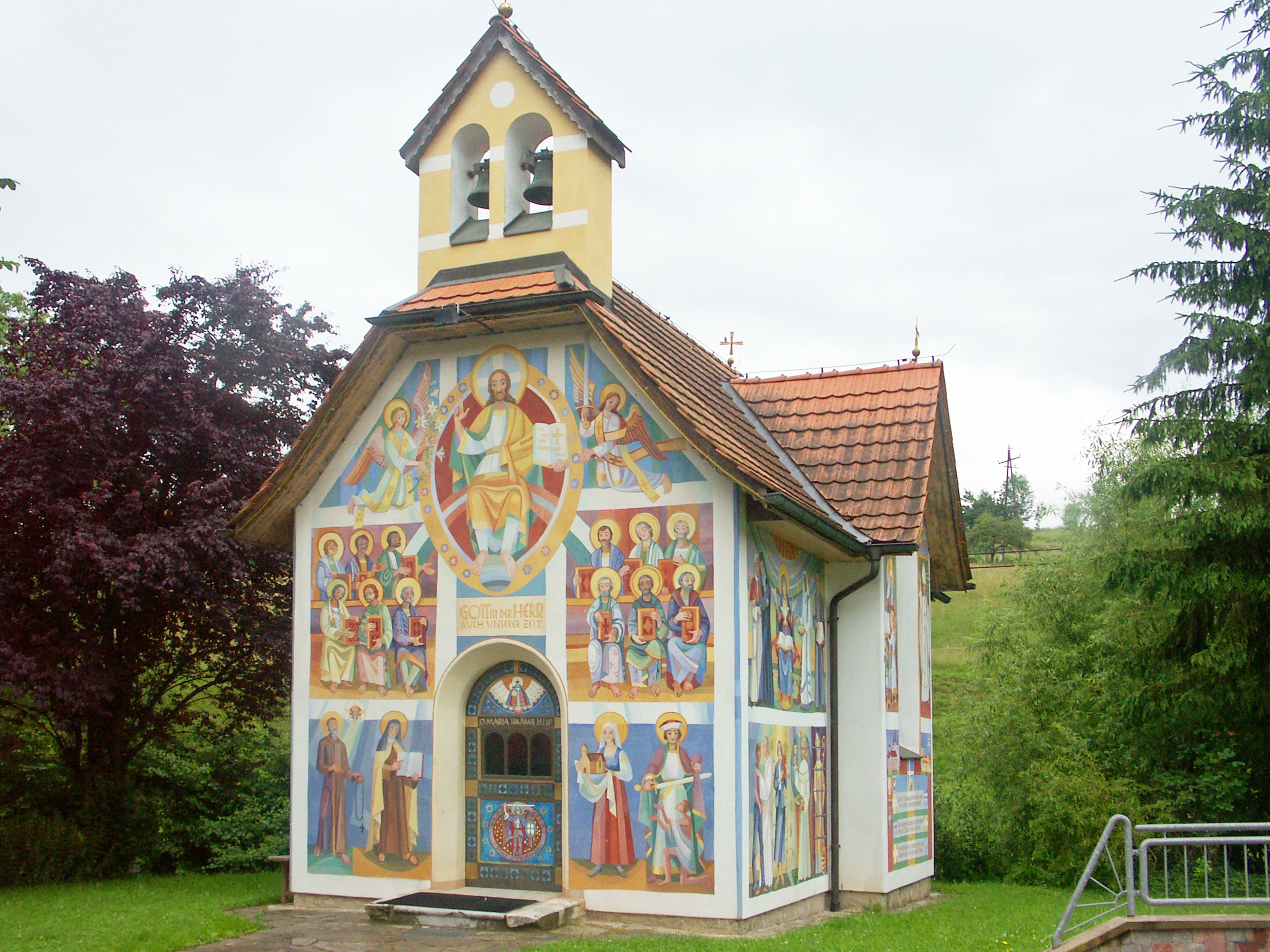
Tregist kápolnája

- a város egyik legfontosabb jellegzetessége a Szt. Borbála-plébániatemplom (vagy Hundertwasser-templom), amelyet Friedensreich Hundertwasser 1988-ban átalakított.
- Alt-Kainach kastélya (ma múzeum)
- a Heiliger Bergen található karmelita kolostor és temploma
- az Oberjäger-kápolna
- a Stölzle-Oberglas cég üvegmúzeuma
- a Mózes-kút, Ernst Fuchs 1998-as alkotása
- Tregist kápolnája

## Fordítás
- Ez a szócikk részben vagy egészben  a   Bärnbach című német Wikipédia-szócikk ezen változatának fordításán alapul.  Az eredeti cikk szerkesztőit annak laptörténete sorolja fel. Ez a jelzés csupán a megfogalmazás eredetét és a szerzői jogokat jelzi, nem szolgál a cikkben szereplő információk forrásmegjelöléseként.